# Poesia experimental portuguesa
Poesia Experimental Portuguesa, Experimentalismo Português ou PO-EX, é um movimento poético surgido no início da década de 1960 e lançado a partir da publicação em julho de 1964 da revista Poesia Experimental, organizada por António Aragão e Herberto Helder, contando com a colaboração de António Barahona da Fonseca
, António Ramos Rosa, E. M. de Melo e Castro e Salette Tavares . O «1º caderno antológico» de Poesia Experimental  foi publicado nos Cadernos de Hoje (MONDAR editores). Teve continuidade (2º caderno) em edição dos autores, em 1966.
Tendo entre seus principais autores e teóricos poetas como E. M. de Melo e Castro, Ana Hatherly e M. S. Lourenço, os dois primeiros muito ligados inicialmente à Poesia Concreta, o movimento foi forte, pelo menos até os anos de 1980, sendo substituído por outras tendências da Segunda vanguarda, como a Poesia visual e a Poesia sonora.

## Antecedentes
As raízes da poesia experimental portuguesa remontam aos anos 1950. Num clima muito criativo, desenvolvem-se, no pós-guerra, três posições poéticas fundamentais:
- Grupo da Távola Redonda, com António Manuel Couto Viana e David Mourão-Ferreira, que tenta uma renovação da lírica tradicional;
- Surrealistas, representados por António Maria Lisboa e Mário Cesariny de Vasconcelos;
- Aproximação ao realismo da revista Árvore e de António Ramos Rosa, que tenta uma interiorização da experiência do real através de um distanciamento dos modelos de Fernando Pessoa.

Tudo isto prepara a famosa "ruptura dos 60" que consiste numa mudança radical da posição do poeta em relação aos seus instrumentos de trabalho. 